# Crepidium venosum
Crepidium venosum är en orkidéart som först beskrevs av Johannes Jacobus Smith, och fick sitt nu gällande namn av Marg.. Crepidium venosum ingår i släktet Crepidium, och familjen orkidéer. Inga underarter finns listade i Catalogue of Life.